# Oľšavka (district de Stropkov)
Oľšavka est un village de Slovaquie situé dans la région de Prešov.

## Histoire
Première mention écrite du village en 1551.

## Démographie

### Évolution de la population
| Année:               | 1994. | 2004.   | 2014.   | 2024.    |
| -------------------- | ----- | ------- | ------- | -------- |
| Nombre de personnes: | 258   | 237     | 219     | 167      |
| Différence:          |       | -8,13 % | -7,59 % | -23,74 % |

| Année:               | 2023. | 2024.   |
| -------------------- | ----- | ------- |
| Nombre de personnes: | 176   | 167     |
| Différence:          |       | -5,11 % |